# Карл Фредрік Фаллен
Карл Фредрік Фаллен (швед. Carl Fredrik Fallén; 22 вересня 1764 — 26 серпня 1830) — шведський ботанік, ентомолог, зоолог.

## Біографія
Карл Фредрік Фаллен народився 22 вересня 1764 року у місті Крістінегамн, лен Вермланд.
У 1783 році Фаллен розпочав навчання в Уппсалі, у 1786 році продовжив у Лундському університеті. Його вчителем був відомий шведський ботанік та зоолог Андерс Яхан Ретціус. У 1790 році став лектором Лундського університету, у 1810 році отримав посаду професора.
Карл Фредрік Фаллен був першим з когорти видатних ентомологів Лундського університету, і багато його колег вважали його засновником ентомологічної колекції. Фаллен описав багато видів двокрилих та прямокрилих комах.
З 1818 до 1819 року він був ректором Лундського університету. 
У 1810 році Фаллен був обраний членом Шведської королівської академії наук.
Карл Фредрік Фаллен помер 26 серпня 1830 року у Лунді.

## Окремі публікації
- Monographia cimicum Sveciae. Hafniae [= Copenhagen]. 124 p. (1807) [Архівовано 2 червня 2018 у Wayback Machine.]
- Specimen entomologicum novam Diptera disponendi methodum exhibens. Berlingianus, Lundae [= Lund]. 26 p. (1810)
- Försök att bestämma de i Sverige funne Flugarter, som kunna föras till Slägtet Tachina. K. Sven. Vetenskapsakad. Handl. (2) 31: 253-87. (1810) [Архівовано 27 липня 2017 у Wayback Machine.]
- Specimen Novam Hymenoptera Disponendi Methodum Exhibens. Dissertation. Berling, Lund. pp. 1–41. 1 pl.(1813). [Архівовано 31 січня 2018 у Wayback Machine.]
- Beskrifning öfver några i Sverige funna Vattenflugor (Hydromyzides). K. Sven. Vetenskapsakad. Handl. (3) 1: 240-57. (1813) [Архівовано 27 липня 2017 у Wayback Machine.]
- Beskrifning öfver några Rot-fluge Arter, hörande till slägterna Thereva och Ocyptera. K. Sven. Vetenskapsakad. Handl. (3) 3: 229-40. (1815) [Архівовано 27 липня 2017 у Wayback Machine.]
- Syrphici Sveciae [part]. Berling, Lundae [= Lund]. P. 23-62 (1817)
- Scenopinii et Conopsariae Sveciae. Berling, Lundae [= Lund]. 14 p. (1817)
- Beskrifning öfver de i Sverige funna Fluge Arter, som kunna föras till Slägtet Musca. Första Afdelningen. K. Sven. Vetenskapsakad. Handl. (3) 4: 226-54.(1817) [Архівовано 27 липня 2017 у Wayback Machine.]
- Heteromyzides Sveciae. Berling, Lundae [= Lund]. 10 p. (1820)
- Opomyzides Sveciae. Berling, Lundae [= Lund]. 12 p. (1820)
- Ortalides Sveciae. Part. III: a et ultima. Berling, Lundae [= Lund]. P. 25-34. (1820)
- Sciomyzides Sveciae. Berling, Lundae [= Lund]. 16 p. (1820)
- Monographia Muscidum Sveciae. Part. V. Berling, Lundae [= Lund]. P. 49-56. (1823)
- Agromyzides Sveciae. Berling, Lundae [= Lund]. 10 p. (1823)
- Hydromyzides Sveciae. Berling, Lundae [=Lund]. 12 p. (1823)
- Geomyzides Sveciae. Berling, Lundae [= Lund]. 8 p. (1823)
- Monographia Dolichopodum Sveciae. Berling, Lundae [= Lund]. 24 p. (1823)
- Phytomyzides et Ochtidiae Sveciae. Berling, Lundae [= Lund]. 10 p. (1823)
- Monographia Muscidum Sveciae. Part IX & ultima. Berling, Lundae [= Lund]. P. 81-94. (18 June) (1825)